# STCC 2020
La stagione 2020 dell'STCC TCR Scandinavia Touring Car Championship è l'undicesima edizione del campionato, la quarta dopo l'adozione delle specifiche TCR. La competizione, il cui calendario è stato più volte rivisto e posticipato a causa della pandemia di COVID-19 del 2019-2021, è iniziata il 15 agosto a Karlskoga ed è terminata il 10 ottobre al Ring Knutstorp. Robert Huff, su Volkswagen Golf GTI TCR, si è aggiudicato il titolo piloti, mentre la sua scuderia, il Lestrup Racing Team, si è aggiudicata il titolo scuderie. Hannes Morin, su Audi RS3 LMS TCR, si è invece aggiudicato il titolo piloti junior.

## Scuderie e piloti
| Scuderia                 | Vettura                    | #  | Pilota                    | Gare   |
| ------------------------ | -------------------------- | -- | ------------------------- | ------ |
| PWR Racing               | CUPRA Leon Competición TCR | 1  | Robert Dahlgren           | 1-4    |
| PWR Racing               | CUPRA Leon Competición TCR | 19 | Mikaela Åhlin-Kottulinsky | 1-4    |
| Poker Racing for Charity | CUPRA Leon Competición TCR | 37 | Daniel Haglöf             | 4      |
| Poker Racing for Charity | CUPRA Leon Competición TCR | 59 | Peter Wallenberg          | 1-3    |
| Lestrup Racing Team      | Volkswagen Golf GTI TCR    | 7  | Oliver Söderström         | 1-4    |
| Lestrup Racing Team      | Volkswagen Golf GTI TCR    | 12 | Robert Huff               | 1-4    |
| Honda Racing Sweden      | Honda Civic TCR            | 20 | Mattias Andersson         | 1-4    |
| Brovallen Design         | Audi RS3 LMS TCR           | 9  | Kevin Engman              | 4      |
| Brovallen Design         | Audi RS3 LMS TCR           | 91 | Magnus Gustavsen          | 1-3    |
| Kågered Racing           | Volkswagen Golf GTI TCR    | 21 | Andreas Ahlberg           | 1-4    |
| Kågered Racing           | Volkswagen Golf GTI TCR    | 45 | Emil Persson              | 1-4    |
| Kågered Racing           | Volkswagen Golf GTI TCR    | 48 | Mikael Karlsson           | 1-4    |
| Experion Racing Team     | Hyundai i30 N TCR          | 22 | Albin Wärnelöv            | 1-4    |
| Brink Motorsport         | Audi RS3 LMS TCR           | 51 | Hannes Morin              | 1-4    |
| Brink Motorsport         | Audi RS3 LMS TCR           | 71 | Tobias Brink              | 1-4    |
| Isac's Racing            | Volkswagen Golf GTI TCR    | 70 | Isac Aronsson             | 1, 3-4 |

## Calendario
| Gara | Gara | Circuito               | Data       | Supporto                                                       |
| ---- | ---- | ---------------------- | ---------- | -------------------------------------------------------------- |
| 1    | G1   | Karlskoga Motorstadion | 4 maggio   | Porsche Carrera Cup Scandinavia GT4 Scandinavia Formula Nordic |
| 1    | G2   | Karlskoga Motorstadion | 4 maggio   | Porsche Carrera Cup Scandinavia GT4 Scandinavia Formula Nordic |
| 1    | G3   | Karlskoga Motorstadion | 4 maggio   | Porsche Carrera Cup Scandinavia GT4 Scandinavia Formula Nordic |
| 2    | G4   | Drivecenter Arena      | 29 agosto  | Formula Nordic                                                 |
| 2    | G5   | Drivecenter Arena      | 29 agosto  | Formula Nordic                                                 |
| 2    | G6   | Drivecenter Arena      | 29 agosto  | Formula Nordic                                                 |
| 3    | G7   | Mantorp Park           | 3 ottobre  | Porsche Carrera Cup Scandinavia GT4 Scandinavia Formula Nordic |
| 3    | G8   | Mantorp Park           | 3 ottobre  | Porsche Carrera Cup Scandinavia GT4 Scandinavia Formula Nordic |
| 3    | G9   | Mantorp Park           | 3 ottobre  | Porsche Carrera Cup Scandinavia GT4 Scandinavia Formula Nordic |
| 4    | G10  | Ring Knutstorp         | 10 ottobre | Porsche Carrera Cup Scandinavia GT4 Scandinavia Formula Nordic |
| 4    | G11  | Ring Knutstorp         | 10 ottobre | Porsche Carrera Cup Scandinavia GT4 Scandinavia Formula Nordic |
| 4    | G12  | Ring Knutstorp         | 10 ottobre | Porsche Carrera Cup Scandinavia GT4 Scandinavia Formula Nordic |

## Risultati e classifiche

### Gare
| Gara | Circuito       | Pole position     | Giro veloce     | Pilota vincitore  | Scuderia vincitrice           |
| ---- | -------------- | ----------------- | --------------- | ----------------- | ----------------------------- |
| 1    | Gelleråsen     | Oliver Söderström | Robert Huff     | Oliver Söderström | Lestrup Racing Team           |
| 2    | Gelleråsen     | Tobias Brink      | Tobias Brink    | Robert Dahlgren   | PWR Racing - SEAT Dealer Team |
| 3    | Gelleråsen     |                   | Andreas Ahlberg | Andreas Ahlberg   | Kågered Racing                |
| 4    | Skellefteå     | Robert Dahlgren   | Robert Dahlgren | Robert Dahlgren   | PWR Racing - SEAT Dealer Team |
| 5    | Skellefteå     | Robert Dahlgren   | Tobias Brink    | Robert Dahlgren   | PWR Racing - SEAT Dealer Team |
| 6    | Skellefteå     |                   | Tobias Brink    | Mikael Karlsson   | Kågered Racing                |
| 7    | Mantorp Park   | Tobias Brink      | Emil Persson    | Tobias Brink      | Brink Motorsport              |
| 8    | Mantorp Park   | Tobias Brink      | Tobias Brink    | Tobias Brink      | Brink Motorsport              |
| 9    | Mantorp Park   |                   | Robert Dahlgren | Hannes Morin      | Brink Motorsport              |
| 10   | Ring Knutstorp | Robert Dahlgren   | Robert Huff     | Robert Huff       | Lestrup Racing Team           |
| 11   | Ring Knutstorp | Robert Dahlgren   | Robert Dahlgren | Robert Dahlgren   | PWR Racing - SEAT Dealer Team |
| 12   | Ring Knutstorp |                   | Robert Dahlgren | Robert Huff       | Lestrup Racing Team           |

### Classifiche

#### Classifica piloti
| Pos. | Pilota                    | GEL | GEL | GEL | DRI | DRI | DRI | MAN | MAN | MAN | KNU | KNU | KNU | Punti |
| ---- | ------------------------- | --- | --- | --- | --- | --- | --- | --- | --- | --- | --- | --- | --- | ----- |
| 1    | Robert Huff               | 4   | 2   | 3   | 2   | 3   | 8   | 2   | 2   | 4   | 1   | 2   | 1   | 209   |
| 2    | Robert Dahlgren           | 5   | 1   | 7   | 1   | 1   | Rit | 5   | 6   | 2   | 2   | 1   | 2   | 202   |
| 3    | Tobias Brink              | 2   | 9   | 6   | 3   | 2   | 2   | 1   | 1   | 5   | 7   | 3   | 7   | 184   |
| 4    | Hannes Morin              | 6   | 7   | 8   | 6   | 4   | 3   | 6   | 8   | 1   | 8   | 6   | 6   | 111   |
| 5    | Oliver Söderström         | 1   | 3   | 4   | 5   | 5   | 4   | NP  | Rit | 9   | 3   | Rit | Rit | 108   |
| 6    | Mattias Andersson         | 8   | 5   | 2   | 7   | NP  | 5   | 8   | 5   | 6   | 10  | 5   | 3   | 97    |
| 7    | Emil Persson              | 3   | 6   | 5   | 9   | 9   | 7   | 4   | 3   | 8   | 6   | 10  | 5   | 96    |
| 8    | Andreas Ahlberg           | 7   | 8   | 1   | 4   | 6   | Rit | 12  | Rit | 7   | 4   | 12  | 4   | 87    |
| 9    | Mikaela Åhlin-Kottulinsky | Rit | 4   | 10  | 8   | 10  | Rit | 3   | 7   | 3   | 5   | 4   | Rit | 79    |
| 10   | Mikael Karlsson           | 10  | 9   | 9   | NP  | 7   | 1   | 7   | 4   | Rit | 11  | Rit | Rit | 53    |
| 11   | Magnus Gustavsen          | NP  | 12  | 12  | 10  | 8   | 6   | 9   | 11  | 13  |     |     |     | 15    |
| 12   | Albin Wärnelöv            | 9   | 11  | 11  | Rit | NP  | NP  | 11  | 10  | 10  | 13  | 9   | 8   | 10    |
| 13   | Kevin Engman              |     |     |     |     |     |     |     |     |     | 9   | 7   | 10  | 9     |
| 14   | Isac Aronsson             | Rit | 13  | 13  |     |     |     | 10  | 9   | 11  | 14  | 11  | 9   | 5     |
| 15   | Daniel Haglöf             |     |     |     |     |     |     |     |     |     | 12  | 8   | Rit | 4     |
| 16   | Peter Wallenberg          | 11  | NP  | NP  | 11  | 11  | SQ  | 13  | 12  | 12  |     |     |     | 0     |
| Pos. | Pilota                    | GEL | GEL | GEL | DRI | DRI | DRI | MAN | MAN | MAN | KNU | KNU | KNU | Punti |

| Colore  | Risultato             |
| ------- | --------------------- |
| Oro     | Vincitore             |
| Argento | 2º posto              |
| Bronzo  | 3º posto              |
| Verde   | Finito a punti        |
| Blu     | Finito senza punti    |
| Viola   | Ritirato (Rit)        |
| Viola   | Non classificato (NC) |
| Rosso   | Non qualificato (NQ)  |
| Nero    | Squalificato (SQ)     |
| Bianco  | Non partito (NP)      |
| Bianco  | Non ha gareggiato     |
| Bianco  | Infortunato (INF)     |
| Bianco  | Escluso (ES)          |
| Bianco  | Gara cancellata (C)   |

#### Classifica scuderie
| Pos. | Scuderia                 | GEL | GEL | GEL | DRI | DRI | DRI | MAN | MAN | MAN | KNU | KNU | KNU | Punti |
| ---- | ------------------------ | --- | --- | --- | --- | --- | --- | --- | --- | --- | --- | --- | --- | ----- |
| 1    | Lestrup Racing Team      | 1   | 2   | 3   | 2   | 3   | 4   | 2   | 2   | 4   | 1   | 2   | 1   | 317   |
| 1    | Lestrup Racing Team      | 4   | 3   | 4   | 5   | 5   | 8   | NP  | Rit | 9   | 3   | Rit | Rit | 317   |
| 2    | Brink Motorsport         | 2   | 7   | 6   | 3   | 2   | 2   | 1   | 1   | 1   | 7   | 3   | 6   | 295   |
| 2    | Brink Motorsport         | 6   | 9   | 8   | 6   | 4   | 3   | 6   | 8   | 5   | 8   | 6   | 7   | 295   |
| 3    | PWR Racing               | 5   | 1   | 7   | 1   | 1   | Rit | 3   | 6   | 2   | 2   | 1   | 2   | 281   |
| 3    | PWR Racing               | Rit | 4   | 10  | 8   | 10  | Rit | 5   | 7   | 3   | 5   | 4   | Rit | 281   |
| 4    | Kågered Racing 1         | 3   | 6   | 1   | 4   | 6   | 7   | 4   | 3   | 7   | 4   | 10  | 4   | 183   |
| 4    | Kågered Racing 1         | 7   | 8   | 5   | 9   | 9   | Rit | 12  | Rit | 8   | 6   | 12  | 5   | 183   |
| 5    | Honda Racing Sweden      | 8   | 5   | 2   | 7   | NP  | 5   | 8   | 5   | 6   | 10  | 5   | 3   | 97    |
| 6    | Kågered Racing 2         | 10  | 9   | 9   | NP  | 7   | 1   | 7   | 4   | Rit | 11  | Rit | Rit | 53    |
| 7    | Brovallen Design         | NP  | 12  | 12  | 10  | 8   | 6   | 9   | 11  | 13  | 9   | 7   | 10  | 23    |
| 8    | Experion Racing          | 9   | 11  | 11  | Rit | NP  | NP  | 11  | 10  | 10  | 13  | 9   | 8   | 10    |
| 9    | Isac's Racing            | Rit | 13  | 13  |     |     |     | 10  | 9   | 11  | 14  | 11  | 9   | 5     |
| 10   | Poker Racing for Charity | 11  | NP  | NP  | 11  | 11  | SQ  | 13  | 12  | 12  | 12  | 8   | Rit | 4     |
| Pos. | Scuderia                 | GEL | GEL | GEL | DRI | DRI | DRI | MAN | MAN | MAN | KNU | KNU | KNU | Punti |

| Colore  | Risultato             |
| ------- | --------------------- |
| Oro     | Vincitore             |
| Argento | 2º posto              |
| Bronzo  | 3º posto              |
| Verde   | Finito a punti        |
| Blu     | Finito senza punti    |
| Viola   | Ritirato (Rit)        |
| Viola   | Non classificato (NC) |
| Rosso   | Non qualificato (NQ)  |
| Nero    | Squalificato (SQ)     |
| Bianco  | Non partito (NP)      |
| Bianco  | Non ha gareggiato     |
| Bianco  | Infortunato (INF)     |
| Bianco  | Escluso (ES)          |
| Bianco  | Gara cancellata (C)   |

#### Classifica piloti junior
| Pos. | Pilota            | GEL | GEL | GEL | DRI | DRI | DRI | MAN | MAN | MAN | KNU | KNU | KNU | Punti |
| ---- | ----------------- | --- | --- | --- | --- | --- | --- | --- | --- | --- | --- | --- | --- | ----- |
| 1    | Hannes Morin      | 6   | 7   | 8   | 6   | 4   | 3   | 6   | 8   | 1   | 8   | 6   | 6   | 266   |
| 2    | Oliver Söderström | 1   | 3   | 4   | 5   | 5   | 4   | NP  | Rit | 9   | 3   | Rit | Rit | 186   |
| 3    | Magnus Gustavsen  | NP  | 12  | 12  | 10  | 8   | 6   | 9   | 11  | 13  |     |     |     | 120   |
| 4    | Isac Aronsson     | Rit | 13  | 13  |     |     |     | 10  | 9   | 11  | 14  | 11  | 9   | 109   |
| Pos. | Pilota            | GEL | GEL | GEL | DRI | DRI | DRI | MAN | MAN | MAN | KNU | KNU | KNU | Punti |

| Colore  | Risultato             |
| ------- | --------------------- |
| Oro     | Vincitore             |
| Argento | 2º posto              |
| Bronzo  | 3º posto              |
| Verde   | Finito a punti        |
| Blu     | Finito senza punti    |
| Viola   | Ritirato (Rit)        |
| Viola   | Non classificato (NC) |
| Rosso   | Non qualificato (NQ)  |
| Nero    | Squalificato (SQ)     |
| Bianco  | Non partito (NP)      |
| Bianco  | Non ha gareggiato     |
| Bianco  | Infortunato (INF)     |
| Bianco  | Escluso (ES)          |
| Bianco  | Gara cancellata (C)   |